# Grand Prix d'été de combiné nordique 2004
Navigation
2003 2005
L'édition 2004 du grand prix d'été de combiné nordique s'est déroulée du 13 au 29 août 2004, en 6 épreuves disputées sur six sites différents. Elle a été remportée par le coureur américain Todd Lodwick.
Pour la première fois de son histoire le Grand Prix s'est déroulé dans quatre pays différents : les épreuves ont commencé en Suisse, à Kandersteg, se sont poursuivies en Allemagne (Oberstdorf et Berchtesgaden), en Autriche (Bischofshofen) et en République Tchèque (Harrachov), avant que de s'achever en Allemagne, à Steinbach-Hallenberg.

## Calendrier
| Date                    | Type d'épreuve                       | Nombre de partants | Nombre de nations représentées | Vainqueur                                    | Deuxième                                      | Troisième                             | Leader du grand prix |
| 1. Kandersteg           |                                      |                    |                                |                                              |                                               |                                       |                      |
| 13 août 2004            | Épreuve individuelle HS 95 / 15 km   | 40                 | 8                              | Michael Gruber                               | Mario Stecher                                 | Lucas Vonlanthen                      | Michael Gruber       |
| 2. Oberstdorf           |                                      |                    |                                |                                              |                                               |                                       |                      |
| 15 août 2004            | Épreuve individuelle HS 137 / 15 km  | 65                 | 14                             | Johnny Spillane                              | Todd Lodwick                                  | Petter Tande                          |                      |
| 3. Bischofshofen        |                                      |                    |                                |                                              |                                               |                                       |                      |
| 21 août 2004            | Épreuve individuelle HS 140 / 10 km  | 56                 | 13                             | Todd Lodwick                                 | Espen Rian                                    | Johnny Spillane                       |                      |
| 4. Berchtesgaden        |                                      |                    |                                |                                              |                                               |                                       |                      |
| 22 août 2004            | Épreuve par équipes HS 98 / 2 x 7 km | 27 équipes         | 13                             | États-Unis I- Johnny Spillane - Todd Lodwick | Autriche I- Michael Gruber - Christoph Bieler | Norvège I- Petter Tande - Magnus Moan |                      |
| 5. Harrachov            |                                      |                    |                                |                                              |                                               |                                       |                      |
| 27 août 2004            | Épreuve individuelle HS 100 / 15 km  | 36                 | 7                              | Todd Lodwick                                 | Mario Stecher                                 | Christoph Bieler                      |                      |
| 6. Steinbach-Hallenberg |                                      |                    |                                |                                              |                                               |                                       |                      |
| 29 août 2004            | Épreuve individuelle HS 140 / 9 km   | 40                 | 7                              | Christoph Bieler                             | Ronny Ackermann                               | Todd Lodwick                          | Todd Lodwick         |

## Palmarès
| Rang | Athlète          | Points |
| ---- | ---------------- | ------ |
| 1.   | Todd Lodwick     | 360    |
| 2.   | Christoph Bieler | 286    |
| 3.   | Johnny Spillane  | 252    |
| 4.   | Ronny Ackermann  | 161    |
| 5.   | Mario Stecher    | 160    |
| 6.   | Lucas Vonlanthen | 147    |
| 6.   | Felix Gottwald   | 147    |
| 8.   | Bernhard Gruber  | 125    |
| 9.   | Petter Tande     | 110    |
| 10.  | Michael Gruber   | 105    |